# قضية عالمية
يؤكد هايت وسايتز في كتابهما قضايا عالمية على اختلاف القضايا العالمية نوعيًا عن الشؤون الدولية وأن القضايا العالمية تنشأ عن تزايد الترابط الدولي الأمر الذي يجعل القضايا نفسها مترابطة. ويُتوقّع أن ترابطنا العالمي يجعلنا أكثر عرضة للكوارث العالمية، بدلًا من جعلنا أكثر قدرة على التكيف فقط.

## القضايا العالمية

### الاستهلاك المفرط
هو حالة يتجاوز استخدام الموارد فيها القدرة المستدامة للنظام البيئي. يؤدي نمط الاستهلاك المفرط طويل الأمد إلى تدهور البيئة واستنزاف ركائز الموارد في نهاية المطاف. وبصفة عامة، فإن مناقشة الاستهلاك المفرط تماثل مناقشة الانفجار السكاني، أي أنه بزيادة عدد السكان، يزيد استهلاكهم للمواد الخام للحفاظ على حياتهم. إلا أن التأثير الإجمالي للإنسانية على كوكب الأرض يتأثر بعوامل عديدة إلى جانب إجمالي عدد البشر. إذ لا يقل نمط حياتهم (بما في ذلك الوفرة الإجمالية واستغلال الموارد) أهمية عن التلوث الناجم بسببهم (بما في ذلك البصمة الكربونية). في الوقت الراهن، يستهلك سكان الدول المتقدمة في العالم الموارد بمعدل يتجاوز 32 مرة تقريبًا من نظرائهم في الدول النامية، والذين يشكلون غالبية السكان.
ومع ذلك، يُعد العالم النامي سوقًا استهلاكيًا متناميًا. تكتسب هذه الدول المزيد من القوة الشرائية، ومن المتوقع أن تُشكل دول جنوب العالم، التي تضم مدنًا في آسيا وأمريكا اللاتينية وإفريقيا، 56% من نمو الاستهلاك بحلول عام 2030. وهذا يعني ارتفاع معدلات الاستهلاك نسبة للدول المتقدمة، وتحولها بشكل أكبر إلى هذه الدول النامية.

### الاحتباس الحراري
الاحتباس الحراري هو ارتفاع طويل المدى في متوسط درجة حرارة النظام المناخي للأرض، وهو أحد جوانب تغير المناخ الذي يظهر من خلال مقياس درجة الحرارة وآثار الاحتباس الحراري المتعددة. عادة ما يشير المصطلح إلى الاحتباس الحراري المُلاحظ الذي يسببه الإنسان بشكل رئيسي منذ ما قبل عصر الصناعة واستمراره المتوقع، رغم وجود فترات من الاحتباس الحراري قبل ذلك بكثير. وفي السياق المعاصر، يُستخدم مصطلحا الاحتباس الحراري وتغير المناخ بالترادف، إلا أن تغير المناخ يشمل الاحتباس الحراري وآثاره، مثل تغير الهطول والآثار التي تختلف باختلاف المنطقة. لم يسبق مثيل للعديد من التغيرات المرصودة في درجات الحرارة منذ الخمسينات في سجل درجات الحرارة، كذلك في السجلات التاريخية وعلم المناخ القديم على مدى الآلاف إلى ملايين السنين.
يختلف تغير المناخ المستقبلي وما يتبعه من تأثيرات من منطقة إلى أخرى. وتشمل الآثار الراهنة والمرتقبة ارتفاع منسوب سطح البحر وتغير الهطول والتصحر في المناطق شبه الاستوائية. من المتوقع أن يكون الاحتباس الحراري في المستقبل أشد على اليابسة مقارنة بالمحيطات وأعظم ما يمكن في القطب الشمالي، مع استمرار الانحسار الجليدي والتربة الصقيعية والجليد البحري. وتشمل التغيرات الأخرى المحتملة تكرار حدوث ظواهر جوية متطرفة مثل موجات الحر، والقحط، وحرائق الغابات، وسقوط الأمطار بغزارة مع الفيضانات، وسقوط الثلوج بكثافة، وتحمض المحيطات، وحالات انقراض واسعة النطاق للأنواع بسبب تغير أنظمة درجات الحرارة. وتشمل الآثار الخطرة التي يتعرض لها البشر الخطر الذي يهدد الأمن الغذائي جراء تناقص غلة المحاصيل وهجر المناطق المأهولة بالسكان بسبب ارتفاع مستويات منسوب البحر. تُعد هجرة الحيوانات أمرًا خطيرًا، إذ تعبث الآثار المترتبة عن الاحتباس الحراري بالحيوانات وموائلها وهجرتها. تُظهر الدراسات أنه في المستقبل، ستحدث تغييرات في علفية الحيوانات في الموائل الجزئية والكلية. قد تصبح مجموعة مُنتقاة من هذه الحيوانات فصائلًا حساسة لتغير المناخ، مثل الطيور الألبية المرتفعة. نظرًا لأن النظام المناخي ذو «قصور» هائل، وببقاء الغازات الدفيئة في الغلاف الجوي لفترة طويلة، فإن الكثير من هذه الآثار ستستمر لعشرات الآلاف من السنين وليس لعقود أو قرون فقط.
من التدابير المجتمعية المحتملة للتصدي للاحتباس الحراري حماية المناخ عن طريق الحد من الانبعاثات الناجمة، والتكيف مع آثارها، وبناء أنظمة مجابهة لتلك الآثار، وربما هندسة المناخ في المستقبل. وتُعد معظم الدول أطرافًا في اتفاقية الأمم المتحدة الإطارية بشأن التغير المناخي التي تهدف في نهاية المطاف إلى منع التغير المناخي الخطير الناجم عن النشاط البشري. اتفقت الأطراف في اتفاقية الأمم المتحدة الإطارية بشأن التغير المناخي على ضرورة إجراء تخفيضات كبيرة في الانبعاثات وعلى أن يقتصر الاحتباس الحراري على ما دون درجتين مئويتين (3.6 درجة فهرنهايت) مقارنة بالمستويات ما قبل الصناعة، مع بذل الجهود للحد من الاحتباس الحراري إلى 1.5 درجة مئوية (2.7 درجة فهرنهايت). يثير بعض العلماء التساؤلات حول جدوى التكيف مع المناخ، مع افتراضات انبعاثات أعلى، أو درجتي الحرارة المستهدفتين.
تتزايد ردود الفعل العامة إزاء ظاهرة الاحتباس الحراري والقلق بشأن آثارها بصورة مستمرة. أظهر تقرير عالمي صادر عن مركز بيو للأبحاث في عام 2015 أن ما متوسط 54% من جميع المشاركين في الاستطلاع اعتبروا تلك الظاهرة «مشكلة خطيرة للغاية». يوجد فوارق إقليمية كبيرة، إذ أصبح الأميركيون والصينيون (ممن تتولى اقتصادات دولهم مسؤولية أعظم الانبعاثات السنوية من ثاني أكسيد الكربون) من بين الأقل اكتراثًا بذلك الشأن.
يتأثر معظم انتقاء الموائل المدروسة بالغطاء العشبي. وتًعد قضية تحمض المحيطات من القضايا المطروحة في حاشية الاحتباس الحراري، وهي قضية تتعلق بارتفاع الحموضة في المياه السطحية والعميقة التي تهدد العمليات البيولوجية والكيميائية الحيوية. تلعب المحيطات دورًا كبيرًا في تنظيم المناخ، ورغم ذلك فإن تحمض المحيطات لا يُعد أمرًا جللًا عندما يتعلق الأمر بالاحتباس الحراري. يغير تحمض المحيطات من الأنظمة البيئية البحرية بما في ذلك تدمير طائفة واسعة من أجهزة الأنظمة البيئية البحرية. لا توجد سياسة دولية أو وطنية لتقديم المساعدة بشأن تحمض المحيطات. ورغم كونها قضية عالمية، إلا أن تحمض المحيطات سيخلف آثار جمة على طول السواحل وفي الشعاب المرجانية. يظن البعض أنه من الممكن معالجة تحمض المحيطات عن طريق اتفاقية الأمم المتحدة الإطارية بشأن التغير المناخي، ويُعتقد أن هذا يعود إلى تسبب التغيرات المناخية في تحمض المحيطات بسبب زيادة ثاني أكسيد الكربون في الغلاف الجوي، إلا أن البعض لا يتفق مع ذلك. هناك أسباب متعددة وراء عدم بذل أي مجهود على نطاق أوسع إزاء تحمض المحيطات، كحقيقة أنه غير مفهوم علميًا بشكل كاف. قد تكون الآثار ملموسة على الصعيد المحلي إلا أنها قضية عالمية ولا يمكن معالجتها بسهولة. ويتعين على المزيد من الأشخاص إدراك مشاكل تحمض المحيطات، كاندثار الشعاب المرجانية، وانقراض المزيد من الحيوانات لأن المحيطات أصبحت موئلًا غير صالح لعيش للحيوانات المائية.

### الأثر البشري على البيئة
يشمل الأثر البشري على البيئة (أو الأثر بشري المنشأ على البيئة) التغيرات التي تطرأ على البيئات والنظم البيئية الفيزيائية الحيوية والتنوع الحيوي والموارد الطبيعية التي يتسبب بها البشر بصورة مباشرة أو غير مباشرة، وتشمل الاحتباس الحراري، والتدهور البيئي (مثل تحمض المحيطات)، والانقراض الجماعي وفقدان التنوع البيولوجي، والأزمة والانهيار البيئي. ويؤدي تعديل البيئة لتلائم احتياجات المجتمع إلى آثار خطيرة تزداد سوءًا مع استمرار مشكلة الانفجار السكاني. تشتمل بعض الأنشطة البشرية التي تسبب الضرر (سواء بشكل مباشر أم غير مباشر) للبيئة على نطاق عالمي على تكاثر الإنسان، والاستهلاك والاستغلال المفرطين، والتلوث، وإزالة الغابات، على سبيل الذكر لا الحصر. تمثل بعض المشاكل، بما في ذلك الاحتباس الحراري وفقدان التنوع البيولوجي خطرًا كارثيًا على الجنس البشر، ويؤدي الانفجار السكاني إلى حدوث تلك المشاكل. يعاني الناس في الغالب من سوء التغذية في الدول التي يتزايد فيها السكان بسرعة كبيرة، مثل دول العالم الثالث التي لا تملك القدرة على الوصول إلى ضوابط النسل أو تنظيم الأسرة. يُعد الانفجار السكاني قضية متنامية بين العديد من الناس، بمعدل نمو بلغ 1. 2%، ومن المتوقع أن يتضاعف عدد السكان إلى 14 مليار نسمة في غضون ستين عامًا. ويُتوقع أن تبلغ الطاقة الاستيعابية للأرض نحو 14 مليار نسمة بسبب النقص الغذائي الذي يعاني منه معظم سكان العالم. يعاني ما يزيد عن 66% من سكان العالم من سوء التغذية أو الجوع وفقًا لما ذكرته منظمة الصحة العالمية. ففي عام 1950، سُجل 20% فقط من سكان العالم على أنهم يُعانون من سوء التغذية أو الجوع، وتضاعفت النسبة إلى أكثر من ثلاثة أمثالها، وهو أمر مخيف للغاية. فبمجرد نفاد الموارد الطبيعية التي تدنت كثيرًا بسبب الاستغلال المفرط، كالنفط والغاز الطبيعي والفحم، قد ينخفض عدد السكان من 14 مليار إلى ملياري نسمة. ومن الضروري أن يبدأ البشر بإعادة التدوير وتقليل كمية الموارد الطبيعية المستهلكة، ونأمل في أن نتمكن بذلك من تحسين نوعية الحياة على الأرض واستدامتها.